# ان‌جی‌سی ۶۲۰۷
ان‌جی‌سی ۶۲۰۷ (انگلیسی: NGC 6207) نام یک کهکشان مارپیچی است.